# Гусинці
Гусинці — колишнє село на Київщині. Затоплене водами Канівського водосховища у 1971 році. Нині — урочище «Гусинці» на території Вороньківської сільської громади Бориспільського району у Київській області.

## Географія

### Положення
Знаходилося на лівому березі Дніпра навпроти Ржищева, за 77 км від Києва. Після затоплення практично повністю опинилося під водою. Найвищі точки утворили декілька островів.

### Назви
«Кутки»: Кулидиха, Цегельні, Село, Хутір, Горобіївка (затоплені), Оврами, Горби.
Озера: Демидове, Зимнє, Мачули, Коноплянка, Гниляки, Панське Болото.

## Історія
При Гетьманьщині, адміністративно, Гусинці як хутір належали до Вороньківської сотні.
Пізніше Гусинці стали найпівденнішим поселенням Київського повіту Київського намісництва на лівому березі Дніпра. За описом Київського намісництва 1781 року на Гусинському хуторі було 19 хат. Станом на 1787 рік у на хуторі проживало 68 душ. Було у володінні бунчукового товариша Сулими.
Є на мапі 1812 року як Гусине
На початку XIX ст село перейшло до складу Переяславського повіту Полтавської губернії. З другої половини XIX ст. підпорядковувалось Єрковецькому волостному правлінню Переяславського повіту.
Станом на 1862 рік в Гусинцях налічувалися 74 двори, у яких мешкало 385 осіб (187 чоловіків і 198 жінок). В селі були: парафіяльна православна церква зі школою та родинною усипальницею Гусинських, чернечий скит, при якому функціонували лікарня, олійниця та паровий млин, які обслуговували кілька навколишніх сіл.
У 1863-му році Гусинці орендував на 8 років у княгині Васильчикової київський купець 2-ї гільдії Григорій Степанович Слинько, родом з Ніжина.
У радянський період в селі колгоспу не було, замість нього — артіль. Вирощували лозу, а потім плели з неї кошики, верейки, стільці, столики, крісла і дитячі колиски.
Можливо завдяки можливості місцевих жителів займатися рибним промислом, відсутня інформація наскільки постраждало село під час голодомору 1932-33 років.
У повоєнний період в селі було близько 350 дворів, проживало більше тисячі мешканців. Неподалік селі була розміщена артилерійська частина — її казарми знаходилися на північно-західній околиці села вздовж старого русла Дніпра. Саме тут, за свідченням заслуженого артиста України Сергія Сибеля проходили зйомки армійських буднів головного героя відомої комедійної стрічки «Максим Перепелиця» з молодим Леонідом Биковим у головній ролі:
|  | У травні зйомки перенесли до України... Ми поїхали в Гусинці. Щоб актори відчули солдатську службу, нас поселили в армійських наметах на території військової частини. Травень у той рік був холодний. Так ми іноді навіть спали в шинелях... Оригінальний текст (рос.) В мае съемки перенесли в Украину... Мы уехали в Гусенцы. Чтобы актеры прочувствовали солдатскую службу, нас поселили в армейских палатках на территории воинской части. Май в тот год был холодный. Так мы иногда даже спали в шинелях... |

Адміністративно Гусинці належали до Ржищівського району, пізніше після його ліквідації, вже були у складі Бориспільського.
У 1971 році село було затоплене при створенні Канівського водосховища. У зв’язку з переселенням жителів із зони затоплення водоймищем, Гусинці, як і Кальне та Рудяків Рудяківської сільради були  виключені з облікових даних села Бориспільського району.